# Drzewce (powiat słupecki)
Drzewce – wieś w Polsce położona w województwie wielkopolskim, w powiecie słupeckim, w gminie Zagórów.
Wieś duchowna, własność opata cystersów w Lądzie pod koniec XVI wieku leżała w powiecie konińskim województwa kaliskiego. W latach 1975–1998 miejscowość należała administracyjnie do województwa konińskiego.
Zobacz też: Drzewce, Drzewce-Kolonia, Drzewce Wąskotorowe